# Michael Falzon
Michael Falzon (Sídney, 16 de mayo de 1972-23 de junio de 2020)fue un actor, cantante y productor de teatro australiano.

## Biografía
Falzon obtuvo reconocimiento principalmente por sus papeles en los musicales We Will Rock You, Hedwig and The Angry Inch y Rock of Ages. Se presentó con el reparto de We Will Rock You por toda Australia, Asia y Europa, convirtiéndose en el primer "Galileo" fuera del Reino Unido (Melbourne, 2003), así como el primero en una presentación de estadio (Dublín, 2010).
También actuó en televisión y cine, incluyendo el cortometraje de culto Computer Boy. Actuó con orquestas sinfónicas en toda Australia y en 2013 se unió a la Orquesta Sinfónica de Tasmania para grabar I Dreamed A Dream: The Hit Songs Of Broadway para ABC Classics. Fue incluido en la etapa australiana de la gira The Music of Queen: Rock and Symphonic Spectacular en Sídney y Perth.

### Enfermedad y fallecimiento
En 2019 se le diagnosticó un raro tumor de células germinales. El actor falleció el 23 de junio de 2020 a causa de esta enfermedad.